# آرتور دیکسون (بازیکن فوتبال، زاده ۱۸۶۷)
آرتور دیکسون (انگلیسی: Arthur Dixon؛ ژوئیه ۱۸۶۷ – ۱۹۳۳ (۶۶ ساله)) بازیکن فوتبال اهل بریتانیا بود.
از باشگاه‌هایی که در آن بازی کرده‌است می‌توان به باشگاه فوتبال استوک سیتی و باشگاه فوتبال استون ویلا اشاره کرد.